# النهر الخارج من عدن
النهر الخارج من عدن: النظرة الداروينية للحياة هو كتاب أدبي علمي منشور في عام 1995 لريتشارد دوكينز. يتحدث الكتاب عن التطور الدارويني ويلخص الموضوعات التي تناولها في كتبه السابقة مثل الجين الأناني والنمط الظاهري الموسع وصانع الساعات الأعمى. الكتاب جزء من سلسلة السادة العلمية وهو أقصر كتاب لدوكينز. شرحت لالا وارد (زوجة دوكينز) الكتاب. اسم الكتاب مشتق من كتاب الخلق 2:10 مرتبطا بجنة عدن. نجد في نسخة الملك جيمس «وانبثق نهر خارج من عدن ليروي الحديقة، ومن هنا انقسم ليصبح أربعة تفرعات».
يتكون كتاب النهر الخارج من عدن من خمسة فصول. يرسم الفصل الأول الإطار الزمني الذي يبني دوكينز باقي الكتاب عليه، أن الحياة مثل نهر الجينات خلال الزمن الجيولوجي حيث الكائنات الحية هي مجرد أجسام مؤقتة. يوضح الفصل الثاني كيف أن أسلاف البشر يمكن تتبعهم من خلال عدة مسارات جينية لتحديد أحدث سلف مشترك مع التأكيد على عدن الأفريقية. يصف الفصل الثالث كيف أن التقوية التدريجية من خلال الانتقاء الطبيعي هي الآلية الوحيدة التي يمكنها خلق التعقيد المنظور في الطبيعة. يصف الفصل الرابع لا مبالاة الجينات نحو الكائنات الحية التي تبنيها وتلقيها، حيث تقوم الجينات ترفع وظيفة المنفعة الخاصة بها لأقصى درجة. يلخص الفصل الأخير بعض المعالم أثناء تطور الحياة على كوكب الأرض، ويتأمل كيف أن بعض العمليات المتشابهة قد تعمل بأنظمة كوكبية فضائية.

## النهر الرقمي
يبدأ دوكينز الكتاب بقوله أن كل أسلافنا وصلوا إلى البلوغ وأنجبوا على الأقل طفلا واحدا قبل أن يموتوا. في عالم حيث تموت معظم الكائنات الحية قبل أن تتمكن من التكاثر، النسل شائع ولكن الأسلاف نادرون. ولكن بإمكاننا جميعا أن ندعي وجود سلسلة ناجحة غير مكسورة من الأسلاف، والتي ترجع إلى الكائن وحيد الخلية الأول.
إذا ما قسنا نجاح الكائن الحي بقدرته على النجاة والتكاثر، يمكننا إذا أن نقول أن كل الكائنات الحية ورثت «جينات جيدة» من أسلاف ناجحين. كل جيل من الكائنات الحية هو غربال يختبر الجينات المتضاعفة والمتحورة. تسقط الجينات الجيدة من الغربال إلى الجيل التالي بينما تُزال الجينات السيئة. هذا يفسر لماذا تصبح الكائنات الحية أفضل وأفضل في أي شيء قد يتطلب النجاح، وهذا يختلف تماما مع اللاماركية والتي قد تتطلب تحسين الكائنات الناجحة لجيناتها أثناء فترة حياتها.
تبعا لهذا التطور من المفهوم الجيني، يمكن القول أن الكائن الحي ليس أكثر من جسم مؤقت تتعاون فيه الجينات المتصاحبة (آليل) من أجل هدف مشترك: نمو الكائن الحي ليصل إلى البلوغ، قبل أن ينطلقوا في طرق مختلفة في أجسام ذرية الكائن الحي. تُخلق الأجسام وتُلقى، لكن الجينات الجيدة تعيش كنسخ من أنفسها كنتيجة لعملية نسخ مرتفعة الإخلاص كسمة أساسية للبيانات الرقمية.
من خلال الانقسام المنصف (التكاثر الجنسي)، تتشارك الجينات في الأجسام مع جينات مصاحبة مختلفة لعدة أجيال متلاحقة. لذا يمكن القول أن الجينات تتدفق في نهر خلال الزمن الجيولوجي. على الرغم من أن الجينات أنانية، إلا أنه على المدى الطويل يحتاج كل جين أن يتوافق مع الجينات الأخرى في تجمع الجينات في أجسام الكائنات الحية، من أجل إنتاج كائن حي ناجح.
قد يتشعب نهر الجينات غالبا بسبب الانقسام الجغرافي بين سكان الكائنات الحية. ولأن الجينات في التفرعين لا يتشاركان الأجسام نفسها أبدا، قد تنحرف الجينات بعيدا من التفرعين ليصبحا غير متوافقين. تكون الكائنات الحية التي خلقها هذان التفرعان أنواعا منفصلة لا يمكن تكاثرها معا، لتكتمل عملية الانتواع.

## كل أفريقيا وذريتها
عند تتبع أسلاف البشر عبر الزمن، ينظر معظم الناس إلى الآباء والأجداد وأجداد الأجداد وهكذا. يُستعمل نفس الأسلوب عادة عند تتبع السلالة خلال الأطفال والأحفاد. يُظهر دوكينز أن هذا الأسلوب مخادع، حيث أن عدد الأسلاف والسلالات ينمو أسّيا حيث أن الأجيال تضاف إلى شجرة السلالة. في مجرد 80 جيلا، قد يتخطى عدد الأسلاف تريليون تريليون. 
لا تأخذ الحسابات البسيطة في الحسبان حقيقة أن كل زواج هو في الواقع زواج بين أبناء عمومة بعيدين والذي يشمل أبناء عمومة من الدرجة الثانية أو الرابغة أو السادسة عشر وهكذا. شجرة الأسلاف ليست في الحقيقة شجرة وإنما رسم بياني.
يفضل دوكينز أن يضع الأسلاف في نموذج في ضوء الجينات المتدفقة خلال نهر الزمن. يتدفق جين الأسلاف خلال النهر سواء كنسخة مطابقة لنفسه أو كجينات سلالة متحورة قليلا. فشل دوكينز في المقارنة بوضوح بين الأسلاف من الكائنات الحية والسلالة من الكائنات الحية وبين جينات الأسلاف وجينات السلالة في هذا الفصل. إلا أن النصف الأول من الفصل يتحدث فعلا عن الفروقات بين هذين النموذجين في السلالات. في حين نجد للكائنات الحية رسوما بيانية للأسلاف ورسوما بيانية للذرية من خلال التكاثر الجنسي، فإن للجين سلسلة واحدة من الأسلاف وشجرة من الذرية.
بتحديد أي جين في جسم الكائن الحي، يمكننا تتبع سلسلة منفردة من الأسلاف عبر الزمن كما تنص نظرية التآلف. لأن الكائن الحي الطبيعي يتكون من عشرات الآلاف من الجينات، هناك عدة طرق لتتبع أسلاف هذا الكائن باستخدام هذه الآلية. إلا أن كل هذه الطرق الوراثية تتشارك في سمة مشتركة. إذا بدأنا بكل البشر الأحياء في عام 1995 وتتبعنا أسلافهم في جين واحد، سنجد أنه كلما تحركنا بعيدا في الزمن، كلما أصبح عدد الأسلاف أقل. يستمر تجمع الأسلاف في الانكماش حتى نجد أحدث سلف مشترك لكل البشر الأحياء في عام 1995 من خلال هذا المسار الجيني المحدد.
نظريا، يمكننا أيضا تتبع أسلاف البشر من خلال كروموسوم واحد، لأن الكروموسوم يحتوي على مجموعة من الجينات ولأنه ينتقل من الآباء إلى الأطفال من خلال التصنيف غير المستقل من أحد الأبوين فقط. إلا أن إعادة الترتيب الجيني (التعابر الكروموسومي) يخلط الجينات من الكروماتيدات غير المزدوجة من كل من الأبوين أثناء الانقسام المنصف (التكاثر الجنسي) وبالتالي يؤدي إلى تعكير مسار السلف.
إلا أن الدنا المتقدرة (mtDNA) منيعة ضد الخلط الجنسي على عكس الدنا الجزيئية التي تختلط كروموسوماتها وتتحد في وراثة مندلية. لذا فإن الدنا المتقدرة يمكن استخدامها في تتبع الأسلاف وفي إيجاد حواء الميتوكندرية أو أحدث سلف مشترك لكل البشر من خلال مسار الدنا المتقدرة.

## افعل الخير خلسة
الموضوع الرئيسي للفصل الثالث مأخوذ من كتاب دوكينز الشخصي صانع الساعات الأعمى. يُظهر هذا الفصل كيف أن التحسينات التدريجية المستمرة المتراكمة للكائن الحي من خلال الانتخاب الطبيعي هي الآلية الوحيدة التي نفسر بها التعقيد في الطبيعة من حولنا. ينكر دوكينز بعناد جدال الخلقيين «أنا لا أستطيع أن أؤمن بكذا وكذا، إذا فقد تطورنا من خلال الانتقاء الطبيعي»، حيث اعتبره جدال بسبب ارتياب شخصي.
كثيرا ما يدعي الخلقيون أن بعض سمات الكائنات الحية (مثل تشابه أوفريس أنثى الزنبور، ورقصة الرقم 8 لنحلات العسل، وتمويه حشرات العصيّ إلخ) أكثر تعقيدا من أن تكون ناتجة عن التطور. يقول البعض أن «نصف س لن يعمل على الإطلاق». بينما يقول البعض «حتى يعمل س فلا بد أن يكون مثاليا طول الوقت». استنتج دوكينز أن هذه ليست أكثر من افتراضات شجاعة مبنية على الجهل:
... «هل تعرف حقا أي شيء عن الأوفريس أو الزنابير أو العيون التي تنظر بها الزنابير إلى الإناث والأوفريس؟ ما الذي جرّأك على الافتراض أنه من الصعب خداع الزنابير بأن تشابه الأوفريس لا بد أن يكون مثاليا في كل الأبعاد كي يعمل؟»
يستمر دوكينز في شرح نقطته من خلال إظهار كيف أن العلماء استطاعوا خداع الكائنات الصغيرة والكبيرة باستخدام محفزات تبدو غبية. بالإضافة إلى إظهار كيف أن التغيرات التدريجية يمكنها إنتاج سمات معقدة مثل العين البشرية، يذكر دوكينز أن أعمال المحاكاة الحاسوبية للعلماء السويديين دان نيلسون وسوزان بيلغر (على الرغم من أنها ليست محاكاة حاسوبية وإنما نموذج رياضي بسيط) تُظهر أن العين قد تتطور من البداية ألف مرة في تتابع بأي تسلسل حيواني. في كلمات دوكينز الشخصية «ظهر أن الوقت المطلوب لتطور العين أقصر بكثير من أن يستطيع الجيولوجيون قياسه! الأمر مجرد غمضة جيولوجية». و «ليس من العجيب أن العين قد تطورت بالفعل أربعين مرة على الأقل بشكل مستقل في المملكة الحيوانية».

## وظيفة الإله النفعية
يتحدث هذا الفصل عن نظرة داروين في معنى الحياة أو الغرض من الحياة.
يقتبس دوكينز كيف أن تشارلز داروين فقد إيمانه بالدين «لا أستطيع أن أقنع نفسي أن إلها كامل الخيرية وكامل القدرة سيخلق النمسيات مصممة بغرض إطعامها داخل أجساد اليسروع». نتساءل لماذا على اليسروع أن يعاني من هذا العذاب الأليم. نتساءل لماذا لا يقوم الزنبور الحافر بقتل اليسروع أولا حتى يتجنب هذا العذاب الطويل والمرير. نتساءل لماذا قد يموت الطفل سابقا لأوانه. ونتساءل لماذا علينا جميعا أن نشيخ ونموت.
أعاد دوكينز صياغة كلمة غرض في ضوء ما يسميه علماء الاقتصاد الوظيفة النفعية. يقوم المهندسون عادة باختبار وظيفة أداة ما عن طريق الهندسة العكسية. يستخدم دوكينز هذه الطريقة في عكس هندسة الغرض في عقل المهندس المقدس للطبيعة أو وظيفة الإله النفعية.
طبقا لدوكينز، فإنه من الخطأ افتراض أن نظاما حيويا ما أو نوعا ما من الكائنات موجود لغرض ما. في الحقيقة، من الخطأ افتراض أن الكائنات الحية تعيش حياة ذات معنى. في الطبيعة، فقط الجينات لها وظيفة نفعية وهي تخليد وجودها الخاص بغض النظر عن المعاناة الواقعة على الكائنات الحية التي تبنيها وتستغلها ثم تلقيها. كما أشار في الفصل الأول، الجينات هي السادة العليا في العالم الطبيعي وليس الأفراد أو أي مجموعة أو نظم عليا.
طالما تمكن الكائن الحي من النجاة في طفولته وتمكن من التكاثر وبالتالي تمرير جيناته إلى الجيل التالي، فإن ما يحدث للأبوين بعد ذلك هو أمر لا يعني الجينات. لأن الكائن الحي دائما في خطر الموت بسبب حادث ما، فإنه يدفع للجينات لكي تبني الكائن الحي والذي يجمع تقريبا كل مصادره لينتج ذرية مبكرا كيفما أمكن. لذا فإننا نجمع الأضرار في أجسادنا أثناء نمونا ونجني أمراض متأخرة مثل داء هنتنغتون الذي له تأثير طفيف على النجاح التطوري لجيناتنا المهيمنة.
| النهر الخارج من عدن | أثناء الدقيقة التي أستغرقها في كتابة هذه الجملة، تؤكل الآلاف من الحيوانات أحياء، بينما تجري حيوانات أخرى من أجل حياتها مرتعشة من الخوف، حيوانات أخرى تأكلها ببطء من الداخل طفيليات كاشطة، بينما تموت عدة آلاف من الجوع والعطش والأمراض. يجب أن يكون الأمر كذلك. إذا كان هناك زمن به وفرة، فإن هذه الحقيقة ستؤدي تلقائيا إلى زيادة ضخمة في أعداد الكائنات لتعود الحالة الطبيعية من الجوع والمعاناة. | النهر الخارج من عدن |

## قنبلة الاستنساخ
في الفصل الأخير، يستعرض دوكينز كيف أن التطور الدارويني قد ينظر خارج كوكب الأرض. يبدو أن الحدث المحفز سيكون الظهور المفاجئ للكينونات ذاتية الاستنساخ أو ظاهرة التوريث. بمجرد بدء هذه العملية، ستطلق انفجارا من الكينونات المستنسخة حتى تُستهلك كل المصادر المتاحة. من هنا جاء عنوان الفصل.
يحاول دوكينز أن يحدد عشرة معالم من تاريخ قنبلة الاستنساخ الوحيدة التي نعرفها، الحياة على كوكب الأرض. حدد أي ظروف محلية مختلفة عن كوكب الأرض من هذه المعالم التي أطلق عليها اسم عتبات، آملا أن هذه العتبات يمكن تطبيقها على التطور الفضائي في نظام كوكبي فضائي.

## روابط خارجية
- النهر الخارج من عدن على موقع الموسوعة البريطانية (الإنجليزية)